# Bernhard VII. (Anhalt)
Bernhard VII. von Anhalt (* 17. März 1540 in Dessau; † 1. März 1570 in Dessau) aus dem Haus der Askanier war ein Fürst von Anhalt.

## Leben
Bernhard war der jüngste Sohn des Fürsten Johann IV. von Anhalt (1504–1551) aus dessen Ehe mit Margareta (1511–1577), Tochter des Kurfürsten Joachim I. von Brandenburg. Ein Patenonkel des Prinzen war Martin Luther. Bernhard ging nach seiner Ausbildung 1561 auf Reisen durch Italien. Nach dem Tod seines Vaters übernahm er die Regierung gemeinsam mit seinen Brüdern Karl und Joachim Ernst, die jedoch noch minderjährig unter der Vormundschaft ihrer Onkel Georg III. und Joachim I. standen. 
Bernhard residierte später in Dessau, Joachim Ernst in Roßlau und Karl in Zerbst. Karl starb als erster der Brüder 1561. Nach dem Tod seiner Onkel und dem Verzicht seines Vetters Wolfgang von Anhalt-Köthen 1562 war ihm und seinem Bruder Joachim Ernst das ganze Land Anhalt zugefallen. Im Jahr 1563 teilte er das Land mit seinem Bruder und erhielt dabei Dessau, Zerbst, Plötzkau, Lippene, Lindau, Warmsdorf und später noch Coswig und Wörlitz.
Am 18. Mai 1565 heiratete Bernhard in Dessau Klara (1550–1598), Tochter des Herzogs Franz von Braunschweig-Lüneburg. Der einzige Sohn dieser Ehe Franz Georg, der 1567 geboren wurde, starb bereits ein Jahr später. Nach Bernhards Tod fiel sein Territorium an seinen Bruder Joachim Ernst, der das ganze Land Anhalt damit in seiner Hand vereinigen konnte.